# Michael Masi
Michael Masi, né à Sydney en 1978, est un dirigeant de course automobile australien.
Après la mort de Charlie Whiting en mars 2019, il devient le directeur de course de la Formule 1, supervisant, pour la FIA, le déroulement d'un week-end de Grand Prix (avant, pendant et après la course). Il est amené à prendre de nombreuses décisions en s'accordant avec les règlements régissant la piste, la sécurité, les essais et la course. Ses actions lors de la saison 2021, et notamment lors de la manche finale à Abou Dabi, sont fortement mises en cause et il est démis de ses fonctions par la FIA en février 2022.

## Carrière

### Origines et débuts dans le sport automobile
Michael Masi, d'ascendance italienne, naît à Sydney en 1978 et grandit dans les banlieues de Fairfield et de Canada Bay dans l'agglomération de Sydney. Il étudie le marketing à l'université TAFE NSW (en) avant de se diriger vers une carrière dans le sport automobile.
Il commence en sport automobile comme bénévole en Super Touring alors qu'il est encore étudiant. Il travaille ensuite comme directeur de course adjoint dans les séries V8 Supercars et Tourisme en Australie, ainsi que pour Rally Australia,.
En 2018, il est recruté par la FIA comme directeur de course adjoint en Formule 2 et Formule 3 puis accède au poste de directeur de course adjoint de la Formule 1 aux côtés de Charlie Whiting. Quand ce dernier meurt brutalement à Melbourne, le 14 mars 2019 à la veille du Grand Prix d'Australie, il est chargé de le remplacer.

### Controverses lors de la saison 2021
Durant le championnat 2021, ponctué par un duel acharné pour le titre mondial des pilotes entre Lewis Hamilton et Max Verstappen et leurs écuries respectives Mercedes Grand Prix et Red Bull Racing, plusieurs de ses décisions le propulsent sur le devant de la scène et entraînent des polémiques. Il doit par exemple justifier sa décision de sortir le drapeau rouge pour faire repartir la course pour un seul tour lors du Grand Prix d'Azerbaïdjan,. Il est responsable du déroulement décrié du Grand Prix de Belgique où, sous un déluge ne permettant pas de courir, il lance une course de trois tours derrière la voiture de sécurité pour entériner un classement,. Il est également impliqué dans le marchandage avec les deux écuries rivales pour modifier les positions sur la grille du troisième départ du Grand Prix d'Arabie saoudite.
Le retentissement de ses décisions, qui connaît un point d'orgue lors de la manche finale du championnat, à Abou Dabi, vient aussi d'une nouveauté décidée par la Formule 1 en 2021 : l'ouverture au public du canal de communication de la FIA permettant d'entendre les discussions entre les chefs d'équipe et la direction de course. Le fait qu'ils puissent lui parler durant l'épreuve en le mettant ainsi sous pression est, par la suite, fortement mis en cause. Ainsi, tout ce qui se passe à Yas Marina le 12 décembre 2021 est sous la loupe du public : quand à trois tours de l'arrivée, alors que Hamilton est un solide leader qui entrevoit son huitième titre mondial et que Nicholas Latifi crashe sa Williams dans les barrières, ce n'est pas le drapeau rouge qui est brandi mais la voiture de sécurité qui est de sortie. Verstappen en profite pour chausser des pneus tendres neufs alors que Hamilton reste en piste avec ses pneus durs usés pour ne pas perdre sa position. Michael Masi décide au 56e des 58 tours de ne pas laisser les voitures retardataires intercalées entre Hamilton et Verstappen et d'autres roulant plus loin se dédoubler. Cependant, à l'abord du dernier tour, il invite ces cinq retardataires à dépasser la voiture de sécurité (mais pas ceux intercalés entre Verstappen et le troisième, Carlos Sainz Jr.) et relance immédiatement la course sans suivre la procédure qui recommandait d'attendre un tour de plus pour laisser les retardataires rejoindre le peloton. Cela aurait conduit la course à s'achever derrière la voiture de sécurité, avec Hamilton en tête de la course et du championnat du monde. Au lieu de cela, Hamilton se retrouve à la merci de Verstappen qui, avec des pneus plus frais, le dépasse et remporte le titre. Pendant ces événements, toutes les conversations entre Toto Wolff, Christian Horner et Michael Masi sont audibles sur le canal de communication de la FIA.
Mercedes fait appel de deux décisions auprès des commissaires de course. Le premier concerne les décisions prises derrière la voiture de sécurité. Cet appel est rejeté, l'avis de rejet précisant que ne pas avoir attendu le délai réglementaire (un tour après que les cinq retardataires se sont dédoublés) fait que « l'article 48.12 n'a pas été appliqué pleinement », mais expliquant que la décision du directeur de course est prioritaire sur tout le reste. Dans cet avis, Michael Masi note également qu'offrir une arrivée « sous drapeau vert » était hautement souhaitable et que la volonté de ne pas terminer une course derrière la voiture de sécurité était partagée de longue date par toutes les équipes. La polémique enfle quand Hamilton, dépassé par Verstappen, s'écrie dans son casque « C'est de la manipulation! ».
La FIA décide ultérieurement de lancer une commission d'enquête sur ces événements, ce qui entraîne Mercedes à revenir sur sa volonté de faire appel de la décision des commissaires auprès de la cour internationale d'appel de la FIA,,.

### Démis de ses fonctions en 2022
Lorsque la FIA publie son organigramme 2022 sans Michael Masi, une rumeur court disant que Mercedes a négocié son renvoi avec la FIA (ainsi que celui du responsable technique Nikolas Tombazis) afin de convaincre Hamilton de ne pas prendre sa retraite.
Le 28 janvier, Peter Bayer, le secrétaire général de la FIA qui participe aux réunions de la commission d'enquête avec les équipes et le pouvoir sportif, n'exclut pas que Michael Masi soit remplacé mais évoque qu'il pourrait être secondé par une ou plusieurs personnes afin de le décharger de quelques-unes des nombreuses tâches qu'il doit assurer durant un week-end de Grand Prix. Il explique aussi que désormais, les chefs d'équipe ne pourront plus lui parler directement, un employé recueillant les doléances durant la course.
Le 17 février 2022, le nouveau président de la FIA Mohammed Ben Sulayem annonce que Michael Masi est démis de ses fonctions principales, et remplacé par un duo constitué par Eduardo Freitas et Niels Wittich, assisté par Herbie Blash nommé conseiller spécial permanent ; il continue toutefois d'effectuer certaines de ses tâches précédentes hors des circuits. Il quitte définitivement la FIA en juillet 2022.

### Retour au sein d'instance locales
Après son passage à la FIA, Michael Masi prend en août 2022 la présidence de la Commission Supercars qui supervise le Supercars Championship, championnat australien de course de voitures de tourisme.
En septembre 2022, il est nommé au sein du South Australian Motorsport Board, entité organisatrice de l'Adelaide 500 (en).
Le 1er janvier 2023, il entre au conseil d’administration de la fédération Australienne de Karting (en) au sein de la commission internationale de karting.